# Vuelo 173 de United Airlines
El 28 de diciembre de 1978, el vuelo 173 de United Airlines se quedó sin combustible después de un problema en el tren de aterrizaje. El DC-8 realizó un círculo en las proximidades de Portland (Estados Unidos) y se estrelló, matando a 10 personas e hiriendo gravemente a 24 de las 189 personas a bordo. Según la NTSB, la tripulación no pudo comprobar el estado del combustible, provocando que el avión se estrellara.

## Avión y tripulación

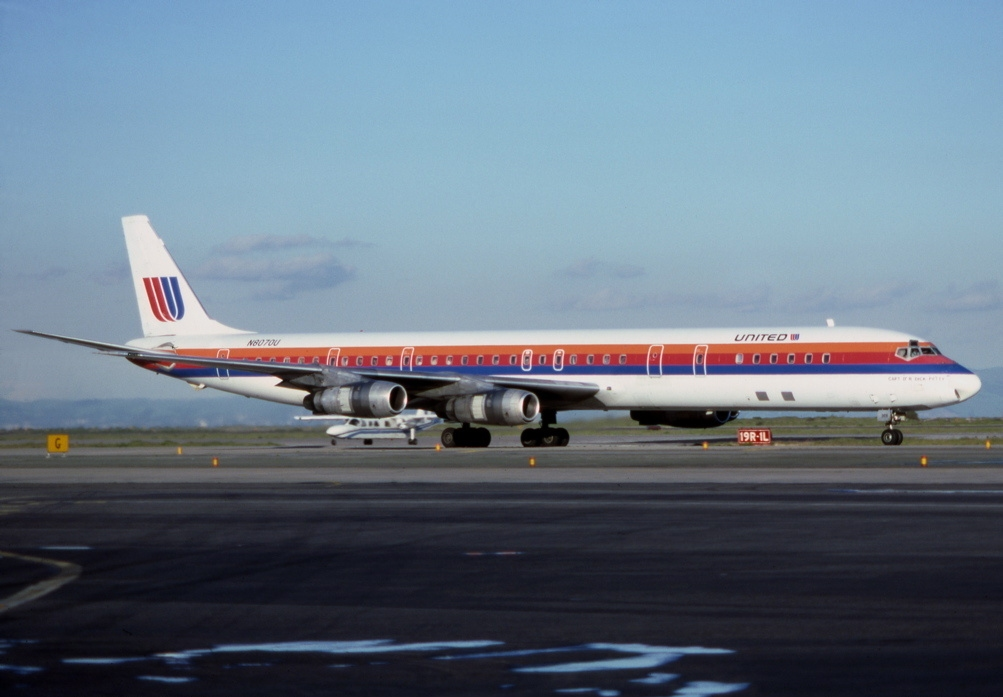
Avión similar al accidentado.

El avión involucrado era un Douglas DC-8 serie 60 de 10 años y 8 meses, propulsado por cuatro motores Pratt & Whitney JT3D y entregado nuevo a United Airlines en mayo de 1968. El avión estaba registrado como N8082U y era el DC-8 número 357 construido en Long Beach. planta de ensamblaje. La serie 60 era una versión alargada del DC-8 que era 36,7 pies (11,2 m) más larga que la serie DC-8 10 a 50. 
El vuelo 173 fue pilotado por una tripulación de cabina experimentada, compuesta por el capitán Malburn "Buddy" McBroom (52 años), el primer oficial Roderick "Rod" Beebe (45) y el ingeniero de vuelo Forrest "Frosty" Mendenhall (41). McBroom había estado en United Airlines durante 27 años; era uno de los pilotos más veteranos de la aerolínea con más de 27 600 horas de vuelo, de las cuales unas 5500 horas habían sido como capitán de un DC-8. Beebe había estado con la aerolínea durante 13 años y había registrado más de 5200 horas de vuelo. Mendenhall tenía cerca de 3.900 horas de vuelo y había estado en la aerolínea durante 11 años. El primer oficial y el ingeniero de vuelo tenían más de 2500 horas de experiencia de vuelo entre ellos en el DC-8. 

## Accidente
El vuelo 173 partió del Aeropuerto Internacional Stapleton de Denver a las 15:47 MST con 189 personas a bordo, ocho tripulantes y 181 pasajeros. El tiempo estimado de vuelo era de 2 horas y 26 minutos, y la hora prevista de llegada a Portland era a las 17:13 PST, unos 40 minutos después de la puesta del sol. De acuerdo con el plan de vuelo automático y el sistema de monitoreo, la cantidad total de combustible requerida para el vuelo a Portland fue de 31,900 lb (14,500 kg). Aproximadamente 46,700 lb (21,200 kg) de combustible estaban a bordo del avión cuando salió de la puerta de Denver.
Mientras se bajaba el tren de aterrizaje en la aproximación al Aeropuerto Internacional de Portland, la tripulación sintió una vibración anormal y una guiñada de la aeronave y la falta de una luz indicadora que mostrara que el tren se había bajado con éxito. La tripulación solicitó un patrón de espera para diagnosticar el problema y durante aproximadamente la siguiente hora, la tripulación voló sobre el sureste de Portland y trabajó para identificar el estado del tren de aterrizaje y prepararse para un posible aterrizaje de emergencia. Durante este tiempo, ninguna de las tres tripulaciones de vuelo de la cabina supervisó de manera efectiva los niveles de combustible, lo que se vio agravado por el hecho de que el tren estaba bajado con los flaps a 15° durante toda la maniobra de espera de una hora, lo que aumentó significativamente la tasa de consumo de combustible.
Mientras la tripulación se preparaba para una aproximación final para un aterrizaje de emergencia en la pista 28L, perdieron los motores número uno y número dos cuando se apagaron, momento en el que se declaró un día de emergencia. Esta fue la última transmisión de radio del vuelo 173 al control de tráfico aéreo; el avión se estrelló contra una sección boscosa de un área poblada de los suburbios de Portland, a unas seis millas náuticas (11 km; 7 millas) al sureste del aeropuerto. 
De los miembros de la tripulación, dos murieron, el ingeniero de vuelo Mendenhall y la asistente de vuelo principal Joan Wheeler. De los pasajeros, 8 murieron y 21 sufrieron heridas graves. 
El Escuadrón Aeroespacial de Rescate y Recuperación 304 de la Reserva de la Fuerza Aérea, con base en el Aeropuerto Internacional de Portland, estaba realizando vuelos de entrenamiento de rutina en el área esa noche. Las aeronaves aerotransportadas de esta unidad (helicópteros Bell UH-1 Iroquois) fueron enviadas de inmediato a la escena del accidente y procedieron a transportar a muchos de los sobrevivientes a los hospitales locales.

## Investigación
La investigación reveló que la NTSB cuando el tren de aterrizaje se redujo, un fuerte golpe se escuchó. Ese sonido inusual fue acompañado por vibración anormal y una guiñada anormal de la aeronave. El tren de aterrizaje principal derecho debió retraerse, pero el cilindro había fracasado debido a la corrosión, y que permitió la marcha adecuada a caída libre. A pesar de que estaba abajo y bloqueado, la caída libre rápida y anormal del equipo dañado un micro interruptor de tal gravedad que no pudo completar el circuito a la luz verde que indica a la cabina de los pilotos que la rueda se ha reducido y cerrado. Fueron esos indicadores inusuales (ruido, vibraciones, orientación, y no hay luz verde) que llevó el capitán de abortar el aterrizaje, por lo que tendrían tiempo para diagnosticar el problema y preparar a los pasajeros para un aterrizaje de emergencia. Si bien la decisión de abortar el aterrizaje fue correcta, el accidente se produjo porque la tripulación de vuelo se enfrascó tanto en el diagnóstico del problema que no calculó un momento en el que tenían que aterrizar para evitar el agotamiento del combustible.
La NTSB considera que este accidente es un ejemplo de un problema que se repite: un desglose en la gestión de cabina y trabajo en equipo durante una situación de mal funcionamiento de los sistemas de la aeronave en vuelo. Por lo tanto, la NTSB no puede sino concluir que la tripulación no pudo relacionar la combustible restante y la tasa de flujo de combustible al tiempo y la distancia desde el aeropuerto, porque su atención estaba dirigida casi en su totalidad hacia el diagnóstico del problema del tren de aterrizaje.
El NTSB determinó que la causa probable fue la siguiente:
"El hecho de que el capitán supervisaba adecuadamente el estado de la aeronave de combustible y para responder adecuadamente a la situación de combustible y las advertencias del tripulante con respecto a estado de combustible. Esto dio como resultado el agotamiento de combustible para todos los motores. Su falta de atención como resultado de la preocupación por un mal funcionamiento del tren de aterrizaje y los preparativos para un posible aterrizaje de emergencia."
La NTSB también determinó el siguiente factor contribuyente:
"El hecho de que los otros dos miembros de la tripulación de vuelo ya sea para comprender plenamente el carácter crítico de la situación relativa al combustible o para comunicarse con éxito su preocupación por el capitán."
Sin embargo, la situación del combustible estuvo muy presente en la mente de los pilotos y la tripulación. Las transcripciones de las grabaciones de cabina confirman esto. De hecho, la tripulación fue deliberadamente la quema de combustible para tener combustible mínimo a bordo al aterrizar. Informes de los medios en el momento sugiere que había un problema no amplia-mente conocido con indicadores del estado del combustible en que los aviones modelo. El problema no se conoce ampliamente, en parte porque los aviones comerciales se espera que volar con no menos de 45 minutos de reserva de combustible en todo momento. El problema del indicador se dirige, aunque oblicuamente, en una de las recomendaciones de la Junta de Seguridad:
"Emitir un Boletín de Alerta de Operaciones de tener inspectores de la FAA asegurar que el entrenamiento equipo destaca las diferencias en los instrumentos de medida de la cantidad de combustible y que las tripulaciones de vuelo con el nuevo sistema se hacen conscientes de la posibilidad de una mala interpretación de lecturas del medidor (Clase II - Acción Prioritaria) (A-79-32)."

## Lesiones
De los miembros de la tripulación, 2 fallecieron, 2 sufrieron lesiones clasificadas por la NTSB como "grave", y 4 sufrieron lesiones clasificadas como "menores o ninguna". De los pasajeros, 8 murieron, 21 sufrieron lesiones graves, y 152 sufrieron heridas menores o ninguna.

## Consecuencias
Como resultado de este accidente, United Airlines instituyó la industria de la primera gestión de Recursos de la Tripulación / Cockpit Resource Management (CRM) para los pilotos, en 1980. El programa de CRM demostró ser tan exitoso que ahora se utiliza en todo el mundo.

## Filmografía
Este accidente fue presentado en el programa de televisión canadiense Mayday: catástrofes aéreas, en el episodio titulado «Fijación fatal», transmitido en National Geographic Channel.